# Loris Facci
Loris Facci (Turijn, 13 augustus 1983) is een Italiaanse zwemmer. Hij vertegenwoordigde zijn vaderland op de Olympische Zomerspelen 2004 in Athene, Griekenland en op de Olympische Zomerspelen 2008 in Peking, China.

## Zwemcarrière
Bij zijn internationale debuut, op de EK zwemmen 2004 in Madrid, Spanje, strandde Facci in de halve finales van zowel de 100 als de 200 meter schoolslag. Tijdens de Olympische Zomerspelen van 2004 in Athene, Griekenland strandde de Italiaan in de series van de 200 meter schoolslag. In Montreal, Canada nam Facci deel aan de WK zwemmen 2005, op dit toernooi eindigde hij als zevende op de 200 meter schoolslag en werd hij uitgeschakeld in de series van de 100 meter schoolslag. Op de EK kortebaan 2005, voor eigen publiek, in Triëst eindigde de Italiaan als achtste op de 200 meter schoolslag, op de 50 en de 100 meter schoolslag strandde hij in de series. Tijdens de Europese kampioenschappen zwemmen 2006 in Boedapest, Hongarije zwom Facci de snelste tijd in de finale van de 200 meter schoolslag, maar werd hij gediskwalificeerd. Op de 100 meter schoolslag werd hij uitgeschakeld in de halve finales. Op de EK kortebaan 2006 in Helsinki, Finland strandde Facci in de series van zowel de 100 als de 200 meter schoolslag.

### 2007-heden
Tijdens de Wereldkampioenschappen zwemmen 2007 in Melbourne, Australië legde de Italiaan beslag op de bronzen medaille op de 200 meter schoolslag, op de 4x100 meter wisselslag eindigde hij samen met Damiano Lestingi, Rudy Goldin en Christian Galenda op de zesde plaats. Op de EK zwemmen 2008 in Eindhoven strandde de Italiaan in de halve finales van de 100 en de 200 meter schoolslag. Tijdens de Olympische Zomerspelen van 2008 in Peking, China eindigde Facci als zevende op de 200 meter schoolslag.